# قشلاق یل اتان الهوردی دولت
قشلاق یل اتان الهوردی دولت یک روستا در ایران است که در استان اردبیل واقع شده‌است. قشلاق یل اتان الهوردی دولت ۲۴ نفر جمعیت دارد.